# Santa Rosa de Copán (kommun)
Santa Rosa de Copán är en kommun i Honduras.   Den ligger i departementet Departamento de Copán, i den västra delen av landet, 190 km väster om huvudstaden Tegucigalpa. Antalet invånare är 37 311.